# クイントゥス・ルクレティウス・オフェッラ
クイントゥス・ルクレティウス・オフェッラ（ラテン語:Quintus Lucretius Ofella、？ー紀元前80年頃）は共和政ローマの政務官。ルキウス・コルネリウス・スッラの下で活躍したが、その意向に反したため処刑された。

## 生涯
ローマ内戦において小マリウスが籠るプラエネステの包囲を担当し、突破を試みた守備隊を撃退して封じ込める事に成功した。コッリナ門の戦い(英語版)でスッラが窮地に陥り、敗北したとの報がもたらされて包囲を解くべきとの意見が出たが包囲を続け、スッラの最終的な勝利に貢献した。やがてスッラが態勢を立て直して勝利すると、オフェッラはスッラに処刑されたガイウス・カッリナス(英語版)ら捕虜の首をプラエネステの守備隊に見せつけ、それを見た小マリウスは絶望から自害して守備隊も降伏した。降伏後、捕虜となったローマ人以外の男と元老院議員は大半が処刑され、町も略奪された。
スッラが独裁官に就任すると執政官への立候補を希望し、スッラは自身が定めた規定に反していた事を理由に反対したが、オフェッラは聞き入れずに支持者と共にフォルムで執政官を目指して活動したため、スッラは配下の百人隊長に命じてオフェッラを殺害させた。この時スッラはカストルとポルクスの神殿に鎮座し、オフェッラの支持者達に処刑が自身の命令で実行された事を説明して拘束されていた百人隊長を解放させた。
モムゼンは困難な状況下でスッラを支えた有能な将軍として評価する一方、規定違反を黙認されて凱旋式を許されたグナエウス・ポンペイウスとの対照的な扱いに言及している。

## 参考資料
- プルタルコス著、柳沼重剛訳『英雄伝3巻』京都大学学術出版会(2011年)
- テオドール・モムゼン著、長谷川博隆訳『ローマの歴史 III 革新と復古』名古屋大学出版会、(2006年)。
- T. R. S. Broughton (1952). The Magistrates of the Roman Republic Vol.2. American Philological Association